# Construcdead
Construcdead ist eine schwedische Melodic-Death- und Thrash-Metal-Band aus Stockholm, die im Jahr 1999 gegründet wurde.

## Geschichte
Die Band wurde im Mai 1999 gegründet und bestand aus dem Schlagzeuger Erik Thyselius (Terror 2000) und den Gitarristen Rickard Dahlberg und Christian Ericson, alle drei waren zuvor bei der Band Arize tätig. Als Bassist kam Joakim „Harju“ Hedestedt hinzu, welcher zuvor bei Face Down spielte. Als Sänger war anfangs Henrik Svegsjö tätig, ehe er kurze Zeit später durch Jonas Sandberg ersetzt wurde. Der Name wurde durch das D-A-D-Lied Reconstrucdead inspiriert. Im Dezember 1999 erschien ein erstes Demo namens The New Constitution, dem im März 2000 ein weiteres unter dem Namen Turn folgte. Auf diesem Demo war Peter Wichers von Soilwork als Gastmusiker vertreten. Danach folgten Auftritte, unter anderem auch auf dem Stonehenge Festival in den Niederlanden. Nachdem ein weiteres Demo unter dem Namen As Time Bleeds erschienen war, spielte die Band im Juli 2001 auf dem Nuclear Storm Festival in Tschechien. Nach einem vierten Demo unterzeichnete die Band einen Vertrag bei Cold Records, worüber im Jahr 2002 das Debütalbum Repent erschien. Hierauf war Magnus Soderman als Gastmusiker enthalten. Die japanische Version des Albums erschien bei Teichiku Records und enthielt als Bonus das Lied Metamorphosia. Nach der Veröffentlichung ging die Band als Vorgruppe für Soilwork auf Tour durch Japan und spielte dabei auf insgesamt drei Konzerten in Osaka, Nagoya und Tokio. Im September 2002 trennte sich die Band vom Sänger Jonas Sandberg und wurde durch Daniel Regefelt ersetzt. Regefelt blieb jedoch nur wenige Wochen und wurde wiederum durch Peter Tuthill ersetzt. Dalberg hatte seinen Vater nach einem passenden Sänger gefragt. Dieser kannte Tony Jelencovich, Mitglied von Transport League, der Tuthill vorschlug. Im Januar 2004 erschien über Black Lodge Records das zweite Album Viladead, das in Helsingborg von Queenstreet Recording mit dem Produzenten Richard Larsson aufgenommen worden war. Auf dem Album waren erneut mit Björn „Speed“ Strid und Henry Ranta erneut zwei Soilwork-Mitglieder zu hören. Danach beschlossen Joakim Hedestedt und Erik Thyselius die Band Face Down neuzugründen. Als Bassist kam Johan Magnusson, welcher vorher die Gitarre bei Carnal Forge gespielt hatte, zur Band. Danach begab sich die Band Ende Oktober in die Fear and Loathing Studios, um die EP Wounded aufzunehmen. Am 1. April 2005 nahm die Band ein Konzert in Stockholm auf für eine DVD, für die Carhlie Granberg als Direktor tätig war. Im Mai verließ der Sänger Peter Tuthill und wurde durch Jens Broman ersetzt. Zudem verließ auch der Bassist Johan Magnusson die Besetzung und wurde durch Viktor Hemgren ersetzt. Daraufhin nahm die Band das Album The Grand Machinery, das noch im selben Jahr erschien. Ihren ersten Auftritt hielt die Gruppe am 7. Juli auf dem Sundsvall Gatufestival in Sundsvall ab. Danach ging die Band im Oktober auf Tournee durch Skandinavien, Großbritannien und Europa. An der Europatournee nahmen zudem noch Soilwork und Hatesphere teil. Hierbei traten die drei Bands auch in Salzburg auf, wobei bei diesem Konzert auch noch die österreichische Band Misbegotten teilnahm. The Grand Machinery wurde im Februar 2006 über Teichiku Records in Japan veröffentlicht und enthielt drei Bonuslieder. Im Dezember begab sich die Band in das Studio Cosmos mit dem Produzenten Jocke Skog, um neue Aufnahmen anzufertigen. 2007 verließen der Bassist Hemgren und der Schlagzeuger Thyselius die Band und wurden durch den Schlagzeuger Niklas Karlsson und den Bassisten Thomas Fällgren ersetzt. Im Jahr 2009 erschien das Album Endless Echo über Black Lodge Records. Die Aufnahmen hierzu fanden im Not Quite Studio mit den Produzenten Klas Ideberg und Peter Wildoer von Darkane statt. Im selben Jahr nahm die Band zudem am Sthlm Thrashfest in Stockholm teil. Nach den Aufnahmen hatte der Schlagzeuger Karlsson die Band verlassen und war durch den Face-Down-Schlagzeuger Chris Barkensjö ersetzt worden. Im April 2010 trennte sich die Band vom Gründungsmitglied und Gitarristen Christian Ericson.

## Stil
Laut laut.de hat die Band auf Repent stark der Band At the Gates geähnelt. Violadead biete eine Mischung aus Melodic Death Metal, Thrash Metal und Nu Metal. Laut Daniel Ekeroth in seinem Buch Schwedischer Death Metal bediene sich die Band an allen brutalen Metal-Spielarten, vor allem aber Oldschool-Thrash-Metal. Ähnlich sah es auch Janne Stark in seinem Buch The Heaviest Encyclopedia of Swedish Hard Rock and Heavy Metal Ever!, der die Musik als Thrash Metal beschrieb, der sich am Stil von Bands aus der San Francisco Bay Area orientiere. Laut Gunnar Sauermann vom Metal Hammer spielt die Band auf Repent Melodic Death Metal, der an Soilwork erinnert. Die Aggressivität des Liedes rufe Erinnerungen an Gruppen wie Darkane und The Forsaken wach. Die Geschwindigkeit der Lieder sei meistens sehr hoch und falle nur gelegentlich in den Midtempo-Bereich zurück. Anzo Sadoni vom Metal Hammer beschrieb in seiner Rezension zu Violadead, dass die Band eine moderne Mischung aus Death- und Thrash-Metal spielt. Der anspruchsvolle Gesang wechsle zwischen klarem Gesang und Geschrei. Sadoni empfahl das Album Fans von In Flames, The Haunted, Killswitch Engage, Shadows Fall und Soilwork. In seiner Rezension zu Endless Echo schrieb Sadoni, dass die Band keinen Death-Thrash-Metal wie Bands wie Hatesphere, Carnal Forge und Defleshed spielt, da der Death-Metal-Anteil melodischer sei. Die Band biete eine moderne Mischung aus  Soilwork, Fear Factory, In Flames und Strapping Young Lad. Der Gesang sei sehr variabel.

## Diskografie
- The New Constitution (Demo, 1999, Eigenveröffentlichung)
- Turn (Demo, 2000, Eigenveröffentlichung)
- As Time Bleeds (Demo, 2000, Eigenveröffentlichung)
- God After Me (Demo, 2001, Eigenveröffentlichung)
- Repent (Album, 2002, Cold Records)
- Violadead (Album, 2004, Black Lodge Records)
- Wounded (EP, 2005, Black Lodge Records)
- The Grand Machinery (Album, 2005, Black Lodge Records)
- Endless Echo (Album, 2009, Black Lodge Records)